# Námořní rybolov

Námořní rybolov či mořský rybolov je činnost prováděná na moři, při níž se obvykle pomocí sítí loví ryby a ostatní mořské plody. Loví se jak v příbřežních oblastech, tak na širém moři.
Tato činnost bývá obvykle prováděna pro zisk, a tedy ve velkém. Pro hospodářství mnoha přímořských států světa znamená hlavní zdroj obživy značné části jejich obyvatel a ulovené ryby a mořské plody jsou tam též nejdůležitějšími potravinami.
Rybáři plující na lodích zvaných traulery používají k lovu různé druhy sítí. Většinou to bývá takzvaná tralová síť ve tvaru dlouhého pytle, která je vlečena za lodí. Těmito sítěmi se loví především ryby žijící u dna. Jiným typem lodí jsou loggery, které loví různými typy zátahových sítí čili nevodů. Třetím typem rybářských lodí jsou driftery, které provádějí lov lehkými, často mnoho kilometrů dlouhými sítěmi – tenaty.
V rybářských sítích končí široká škála mořských živočichů od velryb přes tuňáky, tresky a lososy až po krevety, kril, humry a další.